# Plaine de Zeïa-Boureïa
La plaine de Zeïa-Boureïa est une région naturelle de l'Extrême-Orient russe.

## Relief
Cette plaine s'étend à l'Est du cours inférieur de la Zeïa et de son plus gros affluent, venant de la rive gauche, la Selemdja. Elle est encaissée au Sud au Sud-ouest par l'Amour et à l'ouest par la moyenne montagne qui sépare la vallée de l'Amour des monts Djagdy. Le long de la Zeïa, la plaine se trouve essentiellement à 200 m au-dessus du niveau de la mer, devient plus vallonnée au nord-est et à l'est où elle s'élève jusqu'à 300 m d'altitude ; elle touche aux monts Turana, chaîne d'altitude moyenne qui dessine la ligne de partage des eaux séparant les bassins versants de la Selemdja et de la Boureïa. À l'extrême sud-est, la plaine se termine par la confluence de la Boureïa et de l'Amour.
La plaine de Zeïa-Boureïa s'étend sur plus de 250 km du nord au sud, et sur plus de 100 km d'est en ouest, avant de s'ouvrir au sud sur la vallée de l'Amour.

## Sols et flore
Les sols recouvrant les alluvions sablo-argileuses peu compactes de la plaine sont majoritairement des quasi-tchernoziom ou des sols bruns de taïga, plus ponctuellement des sols marécageux.
Quant à la végétation naturelle de la moitié septentrionale de la plaine, c'est une forêt mixte de mélèzes (Larix gmelinii) et de Chênes de Mongolie ; la moitié sud est une succession de steppe boisées d'arbres à feuilles caduques, exclusivement  de chênes et de tilleuls, séparées par de vastes prairies (les „prés de l'Amour“).
La faune et la flore de ce pays n'ont été étudiés scientifiquement qu’avec Grigori Grumm-Gerdjimaïlo et son essai Description de la vallée de l'Amour (1894).

## Économie et transports
Avec la colonisation russe de la région dans la seconde moitié du XIXe siècle, c'est surtout le centre et le sud de cette plaine qui ont été exploités par l'agriculture intensive : en conséquence, la végétation naturelle n'y est préservée que par endroits. La plaine de Seïa-Boureïa est aujourd'hui le grenier à blé de l'Extrême-Orient russe.
Du point de vue administratif, elle dépend de l'Oblast de l'Amour, dont les principales villes sont Blagovechtchensk, Belogorsk et Svobodny. Le Transsibérien et l'autoroute M58 Amour, qui fait partie de la liaison transcontinentale, traversent cette plaine en son milieu.

## Protection de l'Environnement
Dans le quart sud-ouest de cette plaine, sur la ripisylve de l'Amour, se trouve la ZICO Mouraviovski de 31 600 ha, zone humide d'intérêt international classée au titre de la Convention de Ramsar.